# Административное деление Сталинской области на 1 октября 1938 года

## Сталинская область. 1 октября 1938 года
Делилась на районы и города, не входящие в состав районов
- общее число районов — 22
- общее число городов, не входящих в состав районов — 10
- общее число сельсоветов — 388
- список районов:

1. Авдеевский (пос. Авдеевка, 6 с/с — сельсоветов)
2. Александровский (с. Александровка, 13 с/с)
3. Амвросиевский (ждп. Донецко-Амвросиевка, 15 с/с)
4. Андреевский (с. Андреевка, 13 с/с)
5. Больше-Янисольский греческий национальный (с. Большой Янисоль, 13 с/с)
6. Будённовский (с. Будённовка, 11 с/с)
7. Волновахский (ждп. Волноваха, 13 с/с)
8. Володарский (с. Володарское, 11 с/с)
9. Дзержинский (пгт. имени Дзержинского, 8 с/с)
10. Добропольский (с. Доброполье, 16 с/с)
11. Красноармейский (пгт. Красноармейское, 13 с/с)
12. Лиманский (ждп. Красный Лиман, 21 с/с)
13. Мангушский (с. Мангуш, 7 с/с)
14. Марьинский (с. Марьинка, 13 с/с)
15. Ольгинский (с. Ольгинка, 15 с/с)
16. Селидовский (с. Селидовка, 15 с/с)
17. Снежнянский (пос. Снежное, 8 с/с)
18. Старо-Бешевский (с. Старо-Бешево, 15 с/с)
19. Старо-Каранский (с. Старая Карань, 8 с/с)
20. Старо-Керменчикский (с. Старый Керменчик, 11 с/с)
21. Тельмановский (с. Тельманово, 17 с/с)
22. Харцызский (пос. Харцызск, 6 с/с)

- список городов, не входящих в состав районов:

1. Сталинский (2 с/с — сельсовета)
2. Артёмовский (29 с/с)
3. Горловский (9 с/с + пгт. Никитовка)
4. Константиновский (23 с/с + пгт. Дружковка)
5. Краматорский (2 с/с)
6. Макеевский (7 с/с)
7. Мариупольский (7 с/с)
8. Орджоникидзевский (11 с/с + пгт. Дебальцево)
9. Славянский (22 с/с)
10. Чистяковский (8 с/с)